# Lista över sumakväxternas släkten
Detta är en lista över släkten i familjen sumakväxter (Anacardiaceae) alfabetiskt ordnad efter de vetenskapliga namnen.

## A
| Vetenskapligt namn           | Auktor             | Svenskt namn | Källa | Bild                   |
| ---------------------------- | ------------------ | ------------ | ----- | ---------------------- |
| Actinocheita                 | F.A.Barkley        |              | IPNI  |                        |
| Amphipterygium               | Schiede ex Standl. |              | IPNI  |                        |
| Anacardium                   | Linné              |              | SKUD  | Anacardium occidentale |
| Androtium                    | Stapf              |              | IPNI  |                        |
| Antrocaryon                  | Pierre             |              | IPNI  |                        |
| Apterokarpos → Loxopterygium |                    |              |       |                        |
| Astronium                    | Jacq.              |              | SKUD  |                        |

## B
| Vetenskapligt namn | Auktor   | Svenskt namn | Källa | Bild |
| ------------------ | -------- | ------------ | ----- | ---- |
| Blepharocarya      | F.Muell. |              | IPNI  |      |
| Bonetiella         | Rzed.    |              | IPNI  |      |
| Bouea              | Meissn.  |              | SKUD  |      |
| Buchanania         | Spreng.  |              | IPNI  |      |

## C
| Vetenskapligt namn | Auktor               | Svenskt namn | Källa | Bild              |
| ------------------ | -------------------- | ------------ | ----- | ----------------- |
| Campnosperma       | Thwaites             |              | IPNI  |                   |
| Campylopetalum     | Forman               |              | IPNI  |                   |
| Cardenasiodendron  | F.A.Barkley          |              | IPNI  |                   |
| Choerospondias     | B.L.Burtt & A.W.Hill |              | IPNI  |                   |
| Comocladia         | P.Br.                |              | IPNI  |                   |
| Cotinus            | Mill.                |              | SKUD  | Cotinus coggygria |
| Cyrtocarpa         | Kunth                |              | IPNI  |                   |

## D
| Vetenskapligt namn | Auktor              | Svenskt namn | Källa | Bild |
| ------------------ | ------------------- | ------------ | ----- | ---- |
| Dobinea            | Buch.-Ham. ex D.Don |              | IPNI  |      |
| Dracontomelon      | Blume               |              | IPNI  |      |
| Drimycarpus        | Hook.f.             |              | IPNI  |      |

## E
| Vetenskapligt namn | Auktor  | Svenskt namn | Källa | Bild |
| ------------------ | ------- | ------------ | ----- | ---- |
| Euleria            | Urb.    |              | IPNI  |      |
| Euroschinus        | Hook.f. |              | IPNI  |      |

## F
| Vetenskapligt namn | Auktor          | Svenskt namn | Källa | Bild |
| ------------------ | --------------- | ------------ | ----- | ---- |
| Faguetia           | Marchand        |              | IPNI  |      |
| Fegimanra          | Pierre ex Engl. |              | IPNI  |      |

## G
| Vetenskapligt namn | Auktor | Svenskt namn | Källa | Bild |
| ------------------ | ------ | ------------ | ----- | ---- |
| Gluta              | L.     |              | IPNI  |      |

## H
| Vetenskapligt namn | Auktor              | Svenskt namn | Källa | Bild |
| ------------------ | ------------------- | ------------ | ----- | ---- |
| Haematostaphis     | Hook.f.             |              | IPNI  |      |
| Haplorhus          | Engl.               |              | IPNI  |      |
| Harpephyllum       | C.Krauss            |              | SKUD  |      |
| Heeria             | Meisn.              |              | IPNI  |      |
| Holigarna          | Buch.-Ham. ex Roxb. |              | IPNI  |      |

## K
| Vetenskapligt namn | Auktor          | Svenskt namn | Källa | Bild |
| ------------------ | --------------- | ------------ | ----- | ---- |
| Koordersiodendron  | Engl. ex Koord. |              | IPNI  |      |

## L
| Vetenskapligt namn | Auktor           | Svenskt namn | Källa | Bild |
| ------------------ | ---------------- | ------------ | ----- | ---- |
| Lannea             | A.Rich.          |              | IPNI  |      |
| Laurophyllus       | Thunb.           |              | IPNI  |      |
| Lithrea            | Hook.            |              | IPNI  |      |
| Loxopterigium      | Hook.f.          |              | SKUD  |      |
| Loxostylis         | Spreng. ex Rchb. |              | IPNI  |      |

## M
| Vetenskapligt namn | Auktor      | Svenskt namn | Källa | Bild             |
| ------------------ | ----------- | ------------ | ----- | ---------------- |
| Mangifera          | L.          | Mango        | SKUD  | Mangifera indica |
| Mauria             | Kunth       |              | IPNI  |                  |
| Melanochyla        | Hook.f.     |              | IPNI  |                  |
| Metopium           | P.Browne    |              | SKUD  |                  |
| Micronychia        | Oliver      |              | IPNI  |                  |
| Mosquitoxylum      | Krug & Urb. |              | IPNI  |                  |

## N
| Vetenskapligt namn | Auktor | Svenskt namn | Källa | Bild |
| ------------------ | ------ | ------------ | ----- | ---- |
| Nothopegia         | Blume  |              | IPNI  |      |

## O
| Vetenskapligt namn | Auktor      | Svenskt namn | Källa | Bild                  |
| ------------------ | ----------- | ------------ | ----- | --------------------- |
| Ochoterenaea       | F.A.Barkley |              | IPNI  |                       |
| Operculicarya      | H.Perrier   |              | IPNI  | Operculicarya decaryi |
| Orthopterygium     | Hemsl.      |              | IPNI  |                       |
| Ozoroa             | Delile      |              | IPNI  |                       |

## P
| Vetenskapligt namn | Auktor         | Svenskt namn | Källa | Bild          |
| ------------------ | -------------- | ------------ | ----- | ------------- |
| Pachycormus        | Coville        |              | IPNI  |               |
| Parishia           | Hook.f.        |              | IPNI  |               |
| Pegia              | Coleb.         |              | IPNI  |               |
| Pentaspadon        | Hook.f.        |              | IPNI  |               |
| Pistacia           | L.             |              | SKUD  | Pistacia vera |
| Pleiogynium        | Engl.          |              | IPNI  |               |
| Poupartia          | Comm. ex Juss. |              | IPNI  |               |
| Protorhus          | Engl.          |              | IPNI  |               |
| Pseudosmodingium   | Engl.          |              | IPNI  |               |
| Pseudospondias     | Engl.          |              | IPNI  |               |

## R
| Vetenskapligt namn | Auktor | Svenskt namn | Källa | Bild        |
| ------------------ | ------ | ------------ | ----- | ----------- |
| Rhodosphaera       | Engl.  |              | IPNI  |             |
| Rhus               | L.     | sumaker      | SKUD  | Rhus glabra |

## S
| Vetenskapligt namn      | Auktor  | Svenskt namn | Källa | Bild                 |
| ----------------------- | ------- | ------------ | ----- | -------------------- |
| Schinopsis              | Engl.   |              | IPNI  | Schinopsis lorentzii |
| Schinus                 | L.      |              | SKUD  | Schinus molle        |
| Sclerocarya             | Hochst. |              | SKUD  |                      |
| Semecarpus              | L.f.    |              | SKUD  |                      |
| Smodingium              | E.Mey.  |              | IPNI  |                      |
| Solenocarpus → Spondias |         |              |       |                      |
| Sorindeia               | Thou.   |              | IPNI  |                      |
| Spondias                | L.      |              | SKUD  | Spondias dulcis      |
| Swintonia               | Griff.  |              | IPNI  |                      |

## T
| Vetenskapligt namn   | Auktor           | Svenskt namn | Källa | Bild |
| -------------------- | ---------------- | ------------ | ----- | ---- |
| Tapirira             | Aubl.            |              | IPNI  |      |
| Thyrsodium           | Salzm. ex Benth. |              | IPNI  |      |
| Toxicodendron → Rhus |                  |              |       |      |
| Trichoscypha         | Hook.f.          |              | IPNI  |      |

## Auktorkällor
- IPNI – International Plant Names Index
- SKUD – Svensk Kulturväxtdatabas